# Despotisme éclairé
Le   despotisme éclairé est une doctrine politique, issue des idées des philosophes du XVIIIe siècle, qui combine, chez celui qui a le pouvoir, action autoritaire assumée et volonté progressiste. Elle est défendue notamment par Voltaire, D'Alembert et les physiocrates et elle est pratiquée par Frédéric II de Prusse, Catherine II de Russie et Joseph II d'Autriche. Si Montesquieu a analysé les ressorts de ce qu'il appelait « despotisme » et si Frédéric II se flattait dans ses écrits d'« éclairer le peuple », l'association des deux termes en français ne remonte, semble-t-il, qu'à Madame de Staël (1818, posth.), et en allemand à Franz Mehring (1893). Son devancier, l'historien allemand Wilhelm Roscher, recourait plutôt au terme d'« absolutisme éclairé,, » (1847) : il voit dans l'absolutisme éclairé de Frédéric II de Prusse l'aboutissement d'une évolution des pratiques monarchiques qui s'amorce avec l'« absolutisme confessionnel » au XVIe siècle (celui, notamment, de Philippe II) puis s'épanouit en « absolutisme de cour » (le Versailles de Louis XIV). Le despotisme éclairé est aussi connu sous le nom de « nouvelle doctrine ».[réf. nécessaire]
Variante du despotisme qui s’est développée au milieu du XVIIIe siècle, le pouvoir y est exercé par des monarques de droit divin dont les décisions sont guidées par la raison et qui se présentent comme les premiers serviteurs de l’État. Selon Henri Pirenne, « Le despotisme éclairé est la rationalisation de l'État ». Les principaux despotes éclairés ont ainsi entretenu une correspondance suivie avec les philosophes des Lumières, et certains d’entre eux les ont même soutenus financièrement.
On trouve parmi les monarques éclairés : Marie-Thérèse, Joseph II, Maximilien-François et Léopold II d'Autriche surtout lorsqu'il fut Grand-Duc de Toscane, Maximilien III et Charles Théodore de Bavière, Louis XVI de France, Philippe Ier de Parme, Ferdinand Ier des Deux-Siciles, Charles III d'Espagne, Frédéric II de Prusse, Stanislas Leszczynski de Lorraine, Stanislas II de Pologne, Catherine II de Russie, François III et Hercule III de Modène, Charles-Emmanuel III et Victor-Amédée III de Sardaigne, Frédéric-Guillaume de Schaumbourg-Lippe, Gustave III de Suède.
L’action des despotes éclairés est parfois qualifiée de « moderne » pour leur inspiration philosophique et les réformes qu’ils mettent en place. Cependant la structure même du pouvoir politique et de la société n'est pas modifiée par ces régimes qui se rapprochent ainsi des autres absolutismes de l’époque. Ils mettent au service de l’ordre établi les idées philosophiques qui leur sont contemporaines. D'où cette remarque de Mme de Staël : « Il n'y a que deux genres d'auxiliaires pour l'autorité absolue, ce sont les prêtres ou les soldats. Mais n'y a-t-il pas, dit-on, des despotismes éclairés, des despotismes modérés ? Toutes ces épithètes, avec lesquelles on se flatte de faire illusion sur le mot auquel on les adjoint, ne peuvent donner le change aux hommes de bon sens ».
Dans le passage sur l’Eldorado de son conte Candide, Voltaire brosse le portrait de ce monarque idéal. Ce roi possède le pouvoir qui suit une raison qui dépasse les limites réelles. Il y règne sans problèmes financiers, ni politiques, ni culturels, c’est un tout.

## Un mode d’action moderne
(janvier 2015).

### L’inspiration philosophique des Lumières
La philosophie des Lumières met la raison au centre de tout. Elle doit être souveraine et donc devenir le principe de l’organisation de l’État. Il faut pour cela que son gouvernant soit conscient des imperfections du système et cherche à le rendre plus rationnel. C’est cette idée que les monarques absolus reprennent à leur compte. Ils disent adhérer à cette pensée rationaliste et vouloir mettre l’autorité qui leur est acquise au service de la raison. La légitimité que leur confère cette tâche remplace la justification divine de leur pouvoir.
Les souverains éclairés se présentent comme les premiers serviteurs de l’État, comme aime à le dire Frédéric II de Prusse : ils ne sont que des intermédiaires chargés de mettre en pratique les réformes que la pensée rationnelle exige. Leurs décisions ne sont donc pas le fruit d’une volonté despotique, mais l’incarnation de la raison.
Forts de cette nouvelle légitimité inspirée des idées de leur temps, les souverains entament des réformes modernisatrices.

### Les réformes modernisatrices

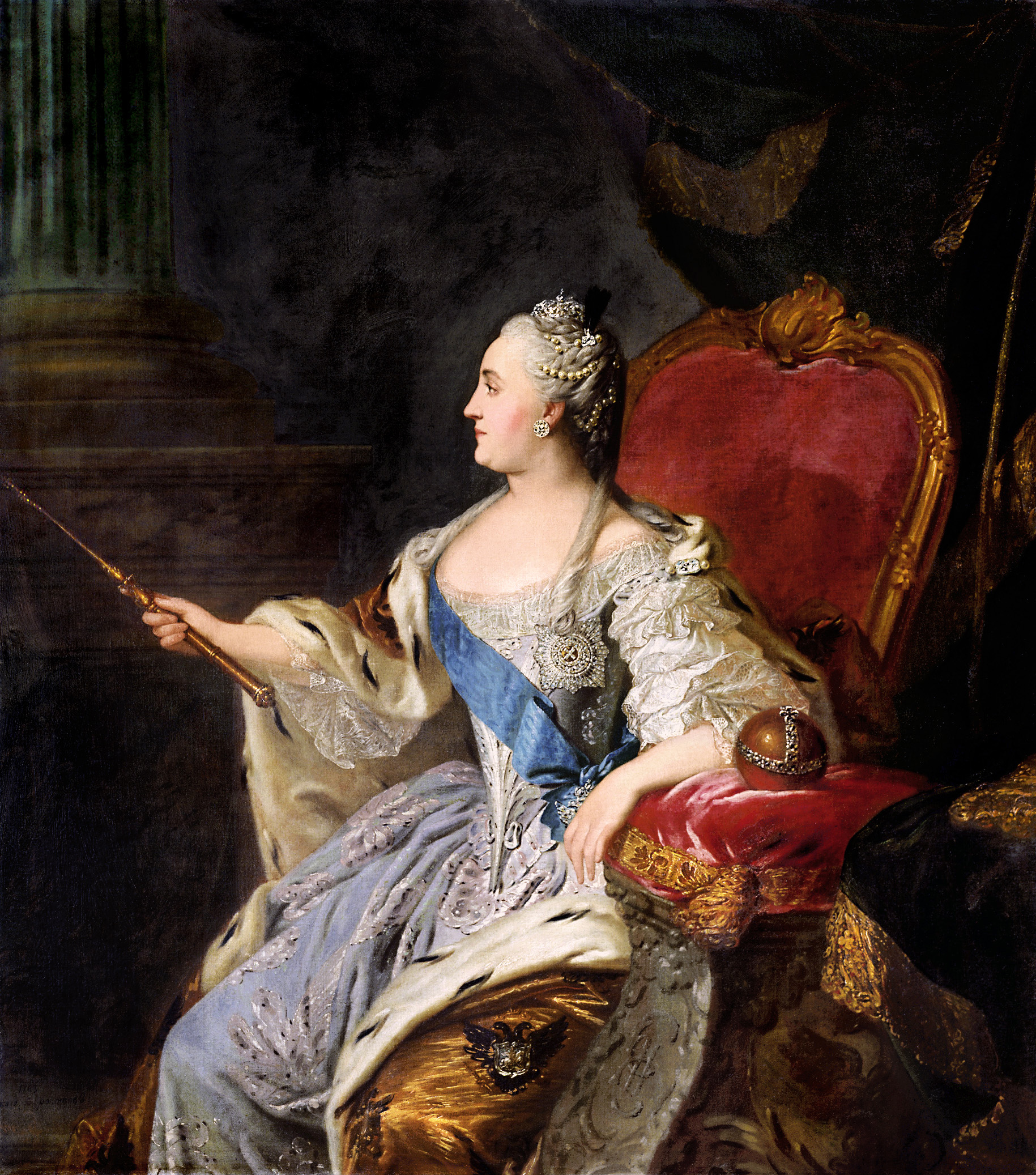
Catherine II, dont les louanges furent chantées par Voltaire

Elles s’étendent notamment dans les domaines de l’agriculture (sous l'influence des physiocrates), l’industrie, l’économie, l’organisation de l’État et la religion
- Agriculture : les souverains favorisent la rationalisation de l'agriculture, notamment dans les terres latifundiaires ou de grandes propriétés d'Europe de l'Est (en fixant la population paysanne sur place et en apportant de nouvelles populations), intensifient la colonisation intérieure afin de peupler les terres nouvellement acquises ou bien les grandes plaines agricoles et de tirer parti des sols peu ou mal exploités par les grands propriétaires terriens ou le clergé. Par exemple :
  - Frédéric II fonde plus de 900 villages dans les plaines dépeuplées de la Prusse,
  - entre 150 000 et 200 000 colons peuplent les plaines hongroises,
  - Catherine II fait venir des dizaines de milliers de colons allemands dans les nouvelles régions du sud de la Russie (Allemands de la Volga, Nouvelle Russie) et ailleurs,

- Industrie : les souverains encouragent son développement par l’équipement des usines existantes et l’implantation de nouvelles usines. Ils favorisent l’emploi de nouveaux procédés. Ils recourent souvent à des techniciens étrangers, chargés de mettre en place les innovations. À cela s’ajoute un effort de restructuration du réseau de transports destiné à faciliter la circulation des produits.
  - Frédéric II encourage le développement de centres urbains secondaires par les industries classiques (textile) et de régions industrielles en pointe du progrès (emploi de la vapeur, hauts-fourneaux…) qui préfigurent la révolution industrielle
  - en Russie : développement de la métallurgie dans l’Oural, à l'instigation du prince Demidoff
  - au Portugal : création d’industries de draperies, de soieries, de sucreries et de verrerie

- Économie : création de banques (1769 création de la Banque des assignats à Saint-Pétersbourg – réussie car repose sur le cuivre, dont les mines sont exploitées directement par l’État), encouragement de l’utilisation de monnaie fiduciaire (rouble-papier en Russie), libéralisation relative (liberté du commerce et de l’industrie proclamée en 1775 en Russie, mais contrôle des productions conservé par l’État)

- Organisation de l’État : système juridique modernisé, création de codes de droit qui uniformisent la justice (mise en place en Prusse en 1794 du Droit général pour les États prussiens (ALR) qui garantit l’égalité des sujets (on dirait citoyens aujourd'hui) devant la loi ; ce système est demeuré en place jusqu’en 1900, c’est l’ancêtre du code civil – suivi en 1787 par Joseph II qui instaure un code similaire). C’est l’œuvre de modernisation majeure du despotisme éclairé, en plus de la réforme administrative induite, avec le développement du corps des fonctionnaires, la centralisation accrue (notamment sous le règne de Marie-Thérèse en Autriche) (Chambre des comptes, Directoire de l’Intérieur…), lutte contre les particularismes provinciaux, uniformisation et mise en place d’un système administratif identique dans tous les États de l’Empire ; en Russie, mise en place de gouverneurs, hauts gradés militaires, dans toutes les provinces.

- Religion : réorganisation des structures religieuses (refonte des diocèses), répression à l'égard du clergé régulier, expulsion des jésuites, suppression de nombreux couvents (comme le fait Catherine II en Russie), interdiction de recruter des novices, confiscation et nationalisation de leurs biens (dans le cadre du joséphisme par exemple), afin de financer la politique économique, limitation des dons aux congrégation religieuses subsistantes, mais aussi mesures de tolérance religieuse à l'égard des minorités religieuses par rapport à la religion dominante (édit de tolérance de 1781 publié par Joseph II, accordant la liberté de conscience et la liberté de culte aux luthériens, calvinistes et orthodoxes et leur garantissant l’égal accès à tous les emplois; tolérance de Frédéric II vis-à-vis des catholiques dans les États protestants en leur permettant d'ouvrir des lieux de culte, comme à Berlin).

## Une façon traditionnelle de penser la société

### La persistance de la prééminence du souverain
Les despotes éclairés appliquent des méthodes nouvelles au service des mêmes buts qu’avant : la grandeur de l’État et du souverain (puissance de l’État impliquant le prestige de son souverain). Le développement économique et l’introduction de la rationalité dans le mode de gouvernement sert à combler un retard préjudiciable à la force de l’État, il permet d’augmenter sa richesse et sa puissance militaire.
Le monarque reste absolu : même s’il se dit au service d’un idéal plus grand que lui, il reste l’incarnation totale et incontestable de l’État, les codes et l’administration ne limitent pas ses pouvoirs. Les réformes servent en premier lieu ses propres intérêts car les monarques sont les premiers propriétaires de leur Empire. Frédéric II possède près d’un tiers du sol prussien : tout progrès de l’agriculture enrichit le roi et le gouvernement. Il est aussi un grand industriel et le principal banquier du pays.
La question de la liberté d'expression reste entière. C'est par exemple l'impératrice Catherine II elle-même qui découvre et dénonce l'écrit critique d'Alexandre Radichtchev, Voyage de Pétersbourg à Moscou et poursuit son auteur en justice en été 1790.

### La persistance de la structure de la société
La noblesse est un groupe social organisé, qui cherche à préserver à tout prix ses privilèges. Elle est hostile à tout changement de l’organisation de la société et dispose de moyens de pression importants (levée des impôts, présence concrète sur le terrain). Les souverains, pour assurer leur autorité, doivent en tenir compte et modérer leurs réformes pour ne pas remettre en cause la structure sociale en place.
Le despotisme éclairé a besoin de la noblesse pour mettre en œuvre sa politique de réforme car c’est là qu’elle recrute ses hauts fonctionnaires et pour assurer la cohérence de l’État face à l’ennemi extérieur lors des guerres. C’est elle qui encadre l’armée par exemple. L’armée est encadrée par les junkers (jeunes nobles, fils de propriétaires terriens), ce qui renforce la hiérarchie sociale, le gros des troupes étant composé de paysans.
Les réformes sont largement contradictoires, car elles prétendent moderniser les structures de l’État, mais continuent à favoriser la noblesse : les privilèges nobiliaires, le monopole dans le domaine foncier sont renforcés et les paysans se voient refuser toute indépendance. La paysannerie n’est prise en compte que parce qu’elle permet d’assurer des revenus à l’État (imposition) et fournit des troupes pour l’armée. Mais les réformes ne remettent pas en cause la hiérarchie sociale dans les campagnes. Pire, le servage est introduit dans certaines régions où il n’existait pas, comme en Nouvelle Russie (Ukraine) en 1783. Catherine II distribue même des terres accompagnées de leurs lots de serfs en Petite Russie.
Le pouvoir de l’État passe pourtant par un affaiblissement des classes sociales dominantes, mais leur poids contraint le souverain à les ménager, soit dans la législation, soit dans la pratique en leur réservant une part de l’autorité réelle, par la fonctionnarisation ou la militarisation. Les ordres dominants anciens sont donc transformés par l’expérience du despotisme éclairé.

## Aujourd'hui
Certains dictateurs contemporains se sont comparés à des despotes éclairés, comme Mouammar Kadhafi, dirigeant de la Jamahiriya arabe libyenne par exemple. Concrètement le despotisme éclairé est un régime idéalisé où la monarchie de droit dispose d'un pouvoir absolu, certes, mais éclairé par la raison. C'est pourquoi le despotisme éclairé est le régime préconisé par les philosophes des Lumières, à l'encontre de la république, régime considéré par exemple par Voltaire, comme plébéien et autoritaire. On peut donc difficilement parler de despotisme éclairé contemporain.
En outre, les populations et leurs élites se sont dirigées depuis la Révolution française en Europe et surtout depuis la fin de la Première Guerre mondiale vers un autre modèle, celui de la démocratie, le pouvoir des souverains s'étant de plus en plus limité, jusqu'à ne plus disposer pour les dynasties subsistantes que de prérogatives symboliques.
Le despotisme éclairé contemporain n'est donc pas possible en théorie. La dictature républicaine qui peut concrètement se transformer en monarchie factuelle (non définie juridiquement comme une monarchie héréditaire), comme chez les Duvalier en Haïti, est d'une essence toute différente de celle de la monarchie. Toutefois d'après l'historien marxiste Albert Soboul, il y en eut bien un : le despotisme napoléonien. Napoléon Bonaparte, consolida l'œuvre sociale de l'assemblée constituante .